# Pachyphyllum capitatum
Pachyphyllum capitatum är en orkidéart som beskrevs av Friedrich Fritz Wilhelm Ludwig Kraenzlin. Pachyphyllum capitatum ingår i släktet Pachyphyllum och familjen orkidéer. Inga underarter finns listade i Catalogue of Life.